# جيش من واحد (فلم)
جيش من واحد هو فيلم كوميدي تم إنتاجه في الولايات المتحدة. من بطولة نيكولاس كيج وراسل براند.

## وصلات خارجية
- جيش من واحد على موقع IMDb (الإنجليزية)
- جيش من واحد على موقع ميتاكريتيك (الإنجليزية)
- جيش من واحد على موقع روتن توميتوز (الإنجليزية)
- جيش من واحد على موقع نتفليكس (الإنجليزية)
- جيش من واحد على موقع قاعدة بيانات الأفلام العربية
- جيش من واحد على موقع ألو سيني (الفرنسية)
- جيش من واحد على موقع Turner Classic Movies (الإنجليزية)
- جيش من واحد على موقع أول موفي (الإنجليزية)
- جيش من واحد على موقع فيلمافينيتي (الإسبانية)
- جيش من واحد على موقع قاعدة بيانات الفيلم (الإنجليزية)